# Chiesa di San Clemente (Tavagnacco)
La chiesa di San Clemente Papa, si trova ad Adegliacco, frazione nord-orientale del comune di Tavagnacco appartenente all'ex provincia di Udine.

## Storia
Le prime fonti che attestano l'esistenza della chiesa risalgono al XIV secolo. A seguito del terremoto che colpì l'intera regione nel 1511, l'edificio subì un restauro. Al termine del XVIII secolo venne ampliata e subì alcune modifiche architettoniche. Un ulteriore restaurò venne eseguito nel 1815 e, in tale frangente, venne posta una statua raffigurante san Sebastiano in una nicchia collocata nel muro frontale esterno. Negli anni ottanta venne modificato il presbiterio per renderlo conforme alla riforma liturgica nata a seguito del Concilio Vaticano II.

## Descrizione
La chiesa è a pianta rettangolare e l'accesso alla stessa è soprelevato da cinque gradini. Nella parte posta a sud dell'edificio è collocata la torre campanaria.